# Anyphops mumai
Anyphops mumai is een spinnensoort in de taxonomische indeling van de Selenopidae.
Het dier behoort tot het geslacht Anyphops. De wetenschappelijke naam van de soort werd voor het eerst geldig gepubliceerd in 1996 door J. A. Corronca.